# لیبرال آرتس
هنرهای آزاد (به انگلیسی: Liberal Arts) یک فیلم کمدی-درامای آمریکایی است. دومین فیلم به کارگردانی، نویسندگی و هنرنمایی جاش ردنر است. داستان فیلم دربارهٔ جسی ۳۵ ساله است که رابطه‌ای عاشقانه با زیبی یک دختر ۱۹ ساله در کالج دارد. این فیلم در فستیوال فیلم ساندنس در ژانویه سال ۲۰۱۲ به نمایش در آمد. از بازیگران مهم این فیلم می‌توان به جاش ردنر،الیزابت اولسن، ریچارد جنکینز و آلیسون جانی اشاره کرد.

## بازیگران
جسی فیشر - جاش ردنر
زیبی - الیزابت اولسن
پروفسور پیتر هابرگ - ریچارد جنکینز
پروفسور جودیت فرفیلد - آلیسون جانی
دین - جان ماگارو

آنا - الیزابت ریسر

سوزان - کیت برتون

دیوید - رابرت دیزریو

نت - زک افران
لزلی - کریستن بوش

ونسا - علی آن

اریک - ند دونیس

رابرت - گرگ ادلمن

## محل فیلمبرداری
این فیلم در کالج کنیون، در تابستان ۲۰۱۱ فیلمبرداری شده است.